# Türksat
Türksat Uydu Haberleşme ve Kablo TV İşletme A.Ş. (Türksat A.Ş.) é o único operador de satélite de comunicações na Turquia. Foi criado em 21 de dezembro de 1990, como uma empresa do governo chamado de Türksat Milli Haberleşme Uyduları em Gölbaşı, Província de Ancara, eventualmente, também incorporando os serviços de satélite da Türk Telekomunikasyon A.Ş. e tornando-se a Türksat A.Ş. no dia 22 de julho de 2004. A Türksat A.Ş. também detém 100% das ações da Eurasiasat SAM, criado em conjunto como uma empresa spin-off com a Aérospatiale em 1996 para fabricar e lançar o satélite Türksat 2A (Eurasiasat 1) em 2001.
A Türksat A.Ş. lançou a série de satélites Türksat e atualmente opera os satélites de comunicações Türksat 2A, Türksat 3A, Türksat 4A e Astra 1E (capacidade alugada). A empresa realiza telecomunicações via satélite em sua estação de terra, o Gölbaşı em Ancara.